# Arnold Vosloo
Arnold Vosloo (* 16. června 1962, Pretoria) je jihoafricko-americký herec, který se prosadil v hollywoodských produkcích.
Narodil se do afrikánské rodiny s nizozemskými a německými kořeny, takže jeho mateřským jazykem je kromě angličtiny i afrikánština. Oba jeho rodiče jsou herci. V JAR byl v 80. letech úspěšným divadelním a filmovým hercem, získal i několik cen (např. za hlavní roli ve snímku Boetie gaan Border toe). Na konci 80. a začátku 90. let se začal objevovat v amerických filmech, zejména béčkových (Ocelový meč, Prohraný život, Darkman II, Darkman III). V roce 1992 si zahrál ve významné evropské produkci, ve snímku Ridleyho Scotta 1492: Dobytí ráje. Velkou roli získal i v akční krimi Johna Woo Živý terč z roku 1993, po boku Jean-Clauda Van Damma. Ovšem slávu mu přinesl zejména snímek Mumie z roku 1999, v němž ztvárnil roli zmrtvýchvstalého egyptského velekněze Imhotepa. Objevil se pak nejen v pokračování tohoto slavného filmu (Mumie se vrací), ale i v thrilleru Krvavý diamant (2006), akčním filmu Aljašský express (2002) či v akčních sci-fi G. I. Joe (2009) a G. I. Joe: Odveta (2013). V Británii získal i hlavní roli ve fantasy Odyseus: Cesta do temnoty (2008), která však příliš neuspěla. V televizi byl jeho největší příležitostí hlavní padouch ve čtvrté řadě seriálu 24 hodin.
V roce 1988 získal americké občanství.